# Skolelinux
Debian Edu també anomenada Skolelinux, és una distribució Linux basada en Debian gratuïta i de codi obert. Destinada a l'ús educatiu, tant per a instal·lacions d'ús individual, com per a xarxes i servidors. El projecte es va fundar a Noruega l'any 2001 i es desenvolupa internacionalment. El seu nom és una traducció directa de "school linux" del noruec, skole, derivat de la paraula llatina schola.

## Disseny i principis
Ofereix varis perfils d'instal·lació diferents en un disc que instal·larà fàcilment una xarxa educativa preconfigurada, incloent un servidor principal, estacions de treball o servidor Thin Client. Un dels seus principals objectius és crear una distribució Linux adaptada a les escoles i instituts basada en les seves necessitat i recursos i que permeti simplificar el manteniment de les instal·lacions informàtiques. Gràcies al servidor Thin Client, pot facilitar el manteniment, reduir les despeses i permetre l'ús de maquinari antic. També permet reduir les despeses mitjançant l'ús de software de codi obert i gratuït. També te avantatges ecològics, ja que al poder utilitzar maquinari antic, es redueix la petjada ecològica i es redueixen residus. Un altre aspecte important és la seguretat i la fiabilitat, ja que amb Debian, els usuaris són menys vulnerables a virus i el sistema és torna molt més estable.

## Història
El projecte es va iniciar el 2 de juliol de 2001. Vint-i-cinc programadors i traductors van acordar millorar l'ús del software en l'educació. No els agradava que la propera generació d'usuaris d'ordinadors no poguessin tenir l'accés al codi font, argumentant que els alumnes interessats haurien de poder aprendre de programadors experts per crear el seu propi software. Altres desenvolupadors, especialment els traductors, estaven interessats en proporcionar programes en els idiomes natius dels estudiants. Aquests desenvolupadors van pensar que els estudiants haurien de ser capaços de navegar per internet tenint "senyals de trànsit" que poguessin entendre.
Es va associar amb l'organització "Linux a les escoles", fundada el 16 de juliol de 2001. "Linux a les escoles" va canviar més tard el seu nom a "Software lliure a les escoles" en la reunió anual del 16 d'octubre de 2004. Professors, desenvolupadors i traductors alemanys es van unir el 2002. El 2003 es va incloure dins del projecte estàndard de Debian.

## Versions
| Versió | Data                   | Tipus d'instal·lació | Escriptori per defecte   | Suite ofimàtica               | Kernel |
| ------ | ---------------------- | -------------------- | ------------------------ | ----------------------------- | ------ |
| 1.0    | 20 de juny de 2004     | Mode text            | KDE                      | KOffice i OpenOffice          | 2.4.26 |
| 2.0    | 15 de març de 2005     | Mode text            | KDE                      | KOffice i OpenOffice          | 2.4.27 |
| 3.0    | 22 de juliol de 2007   | Mode text            | KDE                      | KOffice, OpenOffice i GOffice | 2.6.18 |
| 5.0.6  | 5 d'octubre de 2010    | Mode text            | KDE                      | KOffice i OpenOffice          | 2.6.26 |
| 6.0.7  | 4 de març de 2013      | Gràfica              | KDE                      | OpenOffice                    | 2.6.32 |
| 7.1    | 28 de setembre de 2013 | Gràfica              | KDE                      | LibreOffice                   | 3.2.41 |
| 8.0    | 2 de juliol de 2016    | Gràfica              | KDE                      | LibreOffice                   | 3.16.7 |
| 9.0    | 18 de juny de 2017     | Gràfica              | KDE                      | LibreOffice                   | 4.9.30 |
| 10.0   | 7 de juliol de 2019    | Gràfica              |                          | LibreOffice                   |        |
| 11.0   | 15 d'agost de 2021     | Gràfica              | GNOME 3.38 o Plasma 5.20 | LibreOffice                   | 5.10   |